# ピロピロゲーム
『ピロピロゲーム』は、1970年4月4日から同年6月27日までNET系列局で放送されていたNETテレビ（現・テレビ朝日）製作のクイズ番組である。放送時間は毎週土曜 19:00 - 19:30 （日本標準時）。カラー放送。

## 概要
毎回男女の芸能人ペア×4～5組が出場し、1対1の対戦形式で、限られた文字やジェスチャーを手掛かりにして、出題された世界各国の言葉を言い当てるクイズに挑戦していた。司会は堺正章とうつみみどり（後のうつみ宮土理）が務めていた。
タイトルの『ピロピロ』とは、当時の作家、芸能人、放送業界人たちの間でのいわゆる業界用語で「うまく仕事をやった場合」を意味する言葉ということである。

## 出場者
- 山東昭子
- 古今亭志ん馬 (6代目)
- 楠トシエ
- 林家こん平
- 守屋浩
- マイク眞木
- 関敬六
- 水垣洋子
- 川地民夫
- ジェリー藤尾